# Ботте-Донато
Ботте-Донато (итал.  Botte Donato) — гора в итальянской области Калабрия.

## Описание
Главная вершина горного плато Сила. Высота над уровнем моря — 1928 метров. Она возвышается, словно могучий бастион, в центральной части массива, к северу от реки (ит.) и водохранилища Арво (ит.).